# Мелхиор Магнус Луполд фон Ведел
Мелхиор Магнус Луполд фон Ведел (на немски: Melchior Magnus Lupold von Wedel; * 6 ноември 1726 в Браунсфорт в Померания; † 12 януари 1779 в Браунсфорт) е благородник от род фон Ведел в Кралство Прусия.
Той е син на Мелхиор Магнус фон Ведел (1686 – 1744) и втората му съпруга Либика Вилхелмина Елизабет фон Ведел († 1761). Полубрат е на Кристоф Хайнрих фон Ведел (1710 – 1772), кралски пруски държавен съветник и камера-президент в Халберщат.

## Фамилия
Мелхиор Магнус Луполд фон Ведел се жени на 18 октомври 1756 г. за Шарлота Луиза фон Кнобелсдорф (* 31 август 1738; † 28 март 1795, Ландсберг). Те имат един син:

- Ханс Вилхелм фон Ведел (* 1 август 1757, Браунсфорт; † 1808, Кьотен, Анхалт), женен 1785 г. за 	Луиза Шарлота Ернестина фон Гризхайм (* 14 февруари 1761, Нечкау); имат син